# 나카군 (이바라키현)

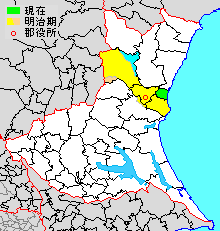
이바라키현 나카군의 버위

나카군(일본어: 那珂郡)은 일본 이바라키현(히타치국)에 있는 군이다.
인구 37,670명, 면적 38km², 인구밀도 991명/km².(2025년 3월 1일, 추계인구)
이하 1촌으로 구성된다.
- 도카이촌(東海村)

## 군역
1878년 행정 구역으로 출범할 당시의 군역은 위의 1정과 다음 구역에 해당한다.
- 미토시의 일부
- 히타치나카시 전역
- 히타치오미야시의 대부분
- 나카시 전역

## 역사

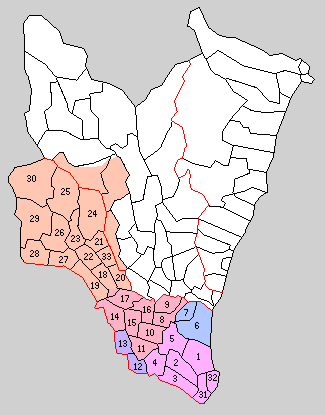
1.마에와타리촌 2.나카노촌 3.가쓰타촌 4.가와타촌 5.사노촌 6.무라마쓰촌 7.이시가미촌 8.간자키촌 9.누카타촌 10.스가야촌 11.고다이촌 12.야나가와촌 13.구니타촌 14.도다촌 15.요시노촌 16.기자키촌 17.우리즈라촌 18.시즈촌 19.오바촌 20.가미노촌 21.오가촌 22.다마가와촌 23.시오타촌 24.야마가타촌 25.히자와촌 26.오세촌 27.노구치촌 28.나가쿠라촌 29.야사토촌 30.류고촌 31.미나토정 32.히라이소정 33.오미야정 (보라:미토시 분흉:히타치나카시 빨강:나카시 등색:히타치오미야시 파랑:도카이촌)

- 1889년 4월 1일 - 정촌제 시행으로, 아래의 정촌이 발족.(3정 30촌)
  - 마에와타리촌(前渡村): 현 히타치나카시
  - 나카노촌(中野村): 현 히타치나카시
  - 가쓰타촌(勝田村): 현 히타치나카시
  - 가와타촌(川田村): 현 히타치나카시
  - 사노촌(佐野村): 현 히타치나카시
  - 무라마쓰촌(村松村): 현 도카이촌
  - 이시가미촌(石神村): 현 도카이촌
  - 간자키촌(神崎村): 현 나카시
  - 누카타촌(額田村): 현 나카시
  - 스가야촌(菅谷村): 현 나카시
  - 고다이촌(五台村): 현 나카시
  - 야나가와촌(柳河村): 현 미토시
  - 구니타촌(国田村): 현 미토시
  - 도다촌(戸多村): 현 나카시
  - 요시노촌(芳野村): 현 나카시
  - 기자키촌(木崎村): 현 나카시
  - 우리즈라촌(瓜連村): 현 나카시
  - 시즈촌(静村): 현 히타치오미야시, 나카시
  - 오바촌(大場村): 현 히타치오미야시
  - 가미노촌(上野村): 현 히타치오미야시
  - 오가촌(大賀村): 현 히타치오미야시
  - 다마가와촌(玉川村): 현 히타치오미야시
  - 시오타촌(塩田村): 현 히타치오미야시
  - 야마가타촌(山方村): 현 히타치오미야시
  - 히자와촌(檜沢村): 현 히타치오미야시
  - 오세촌(小瀬村): 현 히타치오미야시
  - 노구치촌(野口村): 현 히타치오미야시
  - 나가쿠라촌(長倉村): 현 히타치오미야시
  - 야사토촌(八里村): 현 히타치오미야시
  - 류고촌(嶐郷村): 현 히타치오미야시
  - 미나토정(湊町): 현 히타치나카시
  - 히라이소정(平磯町): 현 히타치나카시
  - 오미야정(大宮町): 현 히타치오미야시
- 1896년 7월 1일 - 군제 시행.
- 1934년 6월 10일 - 우리즈라촌이 정제 시행으로 우리즈라정(瓜連町)이 됨.(4정 29촌)
- 1938년 4월 1일 - 미나토정이 개칭하여 나카미나토정(那珂湊町)이 됨.
- 1940년 4월 29일 - 가쓰타촌·나카노촌·가와타촌이 합병하여 가쓰타정(勝田町)이 발족.(5정 26촌)
- 1942년 9월 8일 - 스가야촌이 정제 시행으로 스가야정(菅谷町)이 됨.(6정 25촌)
- 1947년 9월 1일 - 야마가타촌이 정제 시행으로 야마가타정(山方町)이 됨.(7정 24촌)
- 1954년
  - 3월 30일 - 마에와타리촌이 분리되어, 일부가 나카미나토정, 잔여부가 가쓰타정에 편입.(7정 23촌)
  - 3월 31일 - 나카미나토정이 히라이소정을 편입한 후 즉시 시제 시행으로 나카미나토시(那珂湊市, 현 히타치나카시)가 되어, 군에서 이탈.(5정 23촌)
  - 11월 1일 - 가쓰타정이 사노촌을 편입한 후 즉시 시제 시행으로 가쓰타시(勝田市, 현 히타치나카시)가 되어, 군에서 이탈.(4정 22촌)
- 1955년
  - 2월 11일(4정 21촌)
    - 노구치촌이 히가시이바라키군 이세하타촌과 합병하여 히가시이바라키군 고젠야마촌이 발족, 군에서 이탈.
    - 야마가타정이 구지군 모로토노촌의 일부를 편입.

  - 3월 31일(4정 9촌)
    - 이시가미촌·무라마쓰촌이 합병하여 도카이촌(東海村)이 발족.
    - 간자키촌·누카타촌·스가야정·고다이촌·도다촌·요시노촌·기자키촌이 합병하여 나카정(那珂町)이 발족.
    - 오미야정·다마가와촌·오가촌·오바촌·가미노촌 및 시즈촌의 일부·구지군 세키촌의 일부가 합방하여, 새로이 오미야정이 발족.
    - 우리즈라정 및 시즈촌의 잔여부가 합병하여 우리즈라정(瓜連町)이 발족.
    - 야마가타정이 구지군 시모오가와촌의 일부·구지군 세키촌의 잔여부를 편입.

  - 4월 1일 - 야나가와촌이 미토시에 편입.(4정 8촌)
  - 7월 1일 - 시오타촌이 분리되어, 일부가 오미야정, 잔여부가 야마가타정에 편입.(4정 7촌)
- 1956년 9월 29일(4정 4촌)
  - 오세촌·야사토촌이 합병하여 오가와촌(緒川村)이 발족.
  - 히자와촌·류고촌이 합병하여 히자와류고촌(檜沢嶐郷村)이 발족. 히자와류고촌은 즉시 개칭하여 미와촌(美和村)이 됨.
  - 나가쿠라촌이 히가시이바라키군 고젠야마촌과 합병하여, 새로이 히가시이바라키군 고젠야마촌이 발족.
- 1957년 6월 1일 - 구니타촌이 미토시에 편입.(4정 3촌)
- 2004년 10월 16일 - 오미야정이 야마가타정·미와촌·오가와촌·히가시이바라키군 고젠야마촌을 편입한 후 개칭과 시제 시행으로 히타치오미야시(常陸大宮市)가 되어, 군에서 이탈.(2정 1촌)
- 2005년 1월 21일 - 나카정이 우리즈라정을 편입한 후 즉시 시제 시행으로 나카시(那珂市)가 되어, 군에서 이탈.(1촌)